# Piermont, New Hampshire
Piermont är en kommun (town) i Grafton County i delstaten New Hampshire, USA med 709 invånare (2010). 